# Jacques-André Naigeon
Pour les articles homonymes, voir Naigeon.
Jacques-André Naigeon, né le 15 juillet 1735 à Paris, où il est mort le 28 février 1810, est un homme de lettres, traducteur et philosophe français.

## Biographie
Ayant commencé par être dessinateur, sculpteur et peintre, Naigeon se lie de très bonne heure avec Diderot, dont il devient le disciple, l’admirateur et l’imitateur. La Harpe, qui l'appréciait peu, le décrivait comme

« le singe de Diderot, dont il répète sans cesse les conversations, comme il copie son ton et ses manières… Il joint à la gravité d’un savant la coiffure d’un petit-maître, et les précautions d’une mauvaise santé avec l’apparence de la force. »

À l’école de Denis Diderot, l’ancien apprenti de Lemoyne et de Vanloo sent s’éveiller en lui le goût de la littérature et de la philosophie. Avant d’écrire et de publier des livres pour son propre compte, Naigeon en publie pour le compte d’autrui. Familier de la maison d’Holbach et de l’officine philosophique qui s’y tenait, il a pour emploi de revoir les manuscrits du baron, d’en augmenter la dose d’athéisme, quand il ne la trouve pas suffisante, puis de les faire recopier et imprimer. Prudent, le baron d’Holbach ne voulait pas que son écriture soit livrée à aucun éditeur ; et ses manuscrits, quoique fort lisibles, étaient tous recopiés avant de passer à l’imprimerie. Le copiste de ces écrits, dont l’auteur n’osait pas s’avouer, n’était autre que le frère de Naigeon, alors contrôleur des vivres à Sedan. Le contrôleur venait chaque année passer six mois de congé à Paris, et il y transcrivait les manuscrits du baron, qui de là passaient chez l’éditeur et chez l’imprimeur. C’est ainsi qu'a été préparée et disposées pour la publication la plus grande part des productions philosophiques du baron d’Holbach, et en particulier son Système de la nature, qui parut sous le pseudonyme de feu Mirabaud.
Naigeon publie, en 1802, la toute première édition de l'exemplaire de Bordeaux des Essais de Montaigne. 
Plus tard, ce sont ses propres œuvres que publie Naigeon. Agréé, comme disciple de d’Holbach et de Diderot, dans le groupe des philosophes et des encyclopédistes, il prend une part active, à côté de ses maîtres, à cette guerre sans relâche, dirigée non seulement contre les dogmes, les mystères et les rites de la religion révélée, mais encore contre les principes essentiels de la religion naturelle, tels que l’existence de Dieu, la Providence, les peines et les récompenses à venir, l’immatérialité et l’immortalité de l’âme, le libre arbitre.
Chargé de la partie philosophique de l’Encyclopédie méthodique, Naigeon y prêche le fatalisme, le matérialisme, l’athéisme, notamment dans les articles consacrés à Collins, à Campanella, à Vanini et au curé Meslier. Il trouve pourtant mauvais, à une époque où il voulait devenir membre du Corps législatif, en 1804, que Sylvain Maréchal et Lalande lui aient donné place dans leur Dictionnaire des Athées. À défaut du Corps législatif, Naigeon devient membre de l’Institut de France en 1795, section de morale de la classe des sciences morales et politiques où il joue un rôle entièrement passif, puis de l'Académie française en 1803, où il occupa le fauteuil 14 qui fut celui de Corneille et sera celui de Victor Hugo.
Naigeon laisse à sa mort, dit Damiron,

« la réputation que l’on sait, mais en même temps, comme homme, des souvenirs de probité, de droiture, de franchise, non sans grande rudesse, de simplicité de mœurs, de goûts sérieux et studieux, dont il faut lui tenir compte, afin de décharger sa mémoire, au moins pour une part, de la fâcheuse célébrité qui pèse, pour une autre part, sur elle. »

Voyant successivement se relever en France tout ce qu’il avait combattu autrefois, ses dernières années ont été tristes et sombres. Avec l’âge étaient venues la solitude, la maladie, et sinon le dénuement, au moins la gêne, qui le force à se séparer de la belle et riche bibliothèque qu’il avait formée avec tant d’amour et de soin.

## Œuvres personnelles
- Le Militaire philosophe, 1768 - avec la collaboration de D'Holbach, d'après le manuscrit des  Difficultés sur la religion proposées au père Malebranche  de Robert Challe.
- Dictionnaire de philosophie ancienne et moderne, 1791.
- Mémoire sur la vie et les œuvres de Diderot, 1832.

## Traductions et éditions
- Recueil philosophique ou Mélange de pièces sur la religion et la morale par différents auteurs, Londres (i. e. Amsterdam, Marc-Michel Rey), 1770.
- Manuel d'Epictète, traduit par Naigeon (M. N. sur la page de titre), Paris, Didot l'aîné et De Bure l'Aîné, 1782, réédité en 1790 (fait partie de la collection des Moralistes anciens).
- collection des Moralistes anciens
- opuscules de d'Holbach